# Скрипник Лев Володимирович
Лев Володимирович Скри́пник (* 1903, станція Ясинувата — † 1939, Полтава) — український письменник.

## Життєпис
Родом із Донеччини. Племінник М. О. Скрипника. З 11 років Лев почав працювати на шахті, в порту, на залізниці.
Шістнадцятирічним добровольцем йде 1919 року до Червоної армії. Під час громадянської війни обіймав посаду ад'ютанта комуністичного батальйону в складі Юзівського комуністичного полку (1920). Служив також у відомих своїм героїзмом Богучарському і Бобровському полках. Про них Скрипник писав: «Два славетних полки, що билися на Південному фронті і пройшли під вогнем від Воронежа до Грозного… Майже повністю полягли ці славетні полки на польському фронті. Від них залишалося 20 чоловік…», в тому числі Скрипник.
Після тяжкого поранення він приїздить у Харків і працює там на хімічній фабриці, пізніше повертається до рідного Донецька, на шахту «Смолянка».
По війні робітник у Донбасі, в Харкові (1927—1928) й Одесі (1929—1930).
Разом із тим Скрипник вів авантюрницьке життя і, маючи зв'язок зі злочинним світом, багато мандрував. Перебування у місцях ув'язнення позначилося на тематиці його творів.
Друкуватися Скрипник почав з 1922 року.
Входив до літоб'єдання Союз пролетарських письменників Донбасу «Забой», був членом ВУСПП. Свою любов до малої батьківщини він висловив у таких рядках: «Донбас…Донбас…Ні, не Донбас — „Донбасія“, чорна країна… Країна зритої, почикриженої землі. Степи донбаські, степи безкінечні. Колись Дике поле, безлюддя, тиша. Толочили землю запорозькі коні, з вигуками скакали степом орди татар… Вмерло Дике поле… Вмерло нібито й зовсім ніколи його не було».
Творчістю Скрипника цікавився О. М. Горький, але його листи до письменника не збереглися.
Скрипник помер у психоневрологічній лікарні в Полтаві.

## Твори
- «Шахтер Василий» (1926)
- «Вибух» (1928),
- «Двісті п'ятдесят перша верства» (1929),
- «Будинок примусових праць», «За все», «Маленька степова рудня», «Немає праці», «Шурка-Скокар» (1930),
- «Кортояк», «Смертна камера», «Таке життя» (1931);
- романи «Рудня-Новосмолянка» (1929—1930, друкований в журналі «Металеві Дні») і «БУПР» (1932).

## Видання
- Лев Скрипник. Як любили і вмирали. Вибрані твори. — К. : Уроборос, 2025. — 384 с. — ISBN 978-617-8525-00-2.